# Ranking Elo (piłka nożna)
| Najlepsza 20 rankingu stan na 30 czerwca 2025 |               |        |
| Poz.                                          | Reprezentacja | Punkty |
| 1.                                            | Hiszpania     | 2157   |
| 2.                                            | Argentyna     | 2132   |
| 3.                                            | Francja       | 2056   |
| 4.                                            | Portugalia    | 2030   |
| 5.                                            | Brazylia      | 2002   |
| 6.                                            | Anglia        | 1985   |
| 7.                                            | Holandia      | 1976   |
| 8.                                            | Kolumbia      | 1952   |
| 9.                                            | Chorwacja     | 1927   |
| 10.                                           | Niemcy        | 1914   |
| 11.                                           | Ekwador       | 1906   |
| 12.                                           | Urugwaj       | 1902   |
| 13.                                           | Włochy        | 1882   |
| 14.                                           | Norwegia      | 1866   |
| 15.                                           | Dania         | 1865   |
| 16.                                           | Japonia       | 1856   |
| 17.                                           | Belgia        | 1847   |
| 18.                                           | Szwajcaria    | 1845   |
| 18.                                           | Austria       | 1845   |
| 20.                                           | Grecja        | 1839   |
| Reprezentacja Polski w rankingu               |               |        |
| Poz.                                          | Reprezentacja | Punkty |
| 48.                                           | Polska        | 1683   |

Ranking Elo (ang. World Football Elo Ratings) – ranking stosowany do określenia mocy reprezentacji narodowych w piłce nożnej. Został oparty na rankingu szachowym autorstwa Arpada Elo. Punkty przyznawane są za odbyte mecze; uważa się, że ranking jest miarodajny, dopiero gdy drużyna zagra co najmniej 30 razy. Jest w nim używana inna metoda niż w rankingu FIFA, jest on również rzadziej wykorzystywany od rankingu FIFA, oficjalnego rankingu władz piłkarskich. W piłce nożnej kobiet ranking FIFA jest oparty na rankingu Elo. Zaletą tego rankingu jest możliwość sprawdzenia mocy reprezentacji w dowolnym momencie historii piłki nożnej od 1872, co jest niemożliwe w rankingu FIFA, który istnieje od 1993.

## Metoda obliczania punktów
Punkty do rankingu Elo są wyliczane ze wzoru:
{\displaystyle R_{n}=R_{o}+KG(W-W_{e})}
lub:
{\displaystyle P=KG(W-W_{e}),}
gdzie:
|                       |                           |
| {\displaystyle R_{n}} | = Punktacja po meczu      |
| {\displaystyle R_{o}} | = Punktacja przed meczem  |
| {\displaystyle K}     | = Indeks ważności meczu   |
| {\displaystyle G}     | = Indeks różnicy goli     |
| {\displaystyle W}     | = Wynik meczu             |
| {\displaystyle W_{e}} | = Spodziewany wynik meczu |
| {\displaystyle P}     | = Zmiana punktacji        |

### Indeks ważności meczu
| Turniej lub typ meczu                               | Indeks (K) |
| --------------------------------------------------- | ---------- |
| Finały Mistrzostw Świata                            | 60         |
| Mistrzostwa kontynentalne i międzykontynentalne     | 50         |
| Eliminacje do Mistrzostw Świata lub kontynentalnych | 40         |
| Pozostałe turnieje                                  | 30         |
| Mecze towarzyskie                                   | 20         |

### Indeks różnicy goli
Remis lub wygrana jedną bramką
{\displaystyle G=1.}
Wygrana dwiema bramkami
{\displaystyle G={\frac {3}{2}}.}
Wygrana trzema lub więcej bramkami
- Gdzie {\displaystyle N} oznacza różnicę goli

{\displaystyle G={\frac {11+N}{8}}.}
Przykłady:
| Różnica goli | Wartość K (G) |
| ------------ | ------------- |
| 0            | 1             |
| +1           | 1             |
| +2           | 1,5           |
| +3           | 1,75          |
| +4           | 1,875         |
| +5           | 2             |
| +6           | 2,125         |
| +7           | 2,25          |
| +8           | 2,375         |
| +9           | 2,5           |
| +10          | 2,625         |

### Wynik meczu
Za zwycięstwo przyznawany jest 1 punkt, za remis 0,5 punktu, za porażkę 0 punktów.

### Spodziewany wynik meczu
{\displaystyle W_{e}} jest spodziewanym wynikiem (zwycięstwo lub remis – 0,5) według następującej formuły:
{\displaystyle W_{e}={\frac {1}{10^{-dr/400}+1}},}
gdzie dr to różnica w rankingu plus 100 punktów za grę u siebie.
Więc dr = 0 daje 0,5, 120 daje 0,666 wyżej usytuowanej drużynie i 0,334 niżej usytuowanej, 800 daje 0,99 wyżej usytuowanej drużynie i 0,01 niżej usytuowanej.